# ゴーアンドゴー
ゴーアンドゴー (Go and Go) はアイルランドで生まれ、アイルランドとアメリカ合衆国で調教を受けた競走馬である。アメリカ三冠競走を優勝した唯一のヨーロッパ調教馬である。

## 概要
馬主兼生産者はスイスの実業家であるウォルター・ハーフナーで、彼が所有するアイルランド・キルデア県のモイグレア・スタッド・ファームで生まれた。父方の祖父（父の父）はアメリカ二冠馬のノーザンダンサーであるが、父ビーマイゲスト、母の父アレッジドはともにヨーロッパの競走馬であった。
2歳となった1989年にアイルランドでデビュー。2戦目で初勝利を挙げ、次の準重賞も連勝し、ナショナルステークスは7着だった。その後アメリカに遠征し、初のダートコースとなるローレルフューチュリティを優勝すると、ブリーダーズカップジュヴェナイルに挑戦したが8着に終わり、アイルランドに戻った。
3歳となった1990年は緒戦の準重賞を勝って、アイリッシュダービートライアルを4着として再びアメリカに遠征、ベルモントステークスでは4番人気であったが2着馬のサーティシックスレッドに8 1/4馬身差の圧勝で、アメリカの競馬ファンを驚かせた。騎手はマイケル・キネーン。
そのままアメリカに滞在し、トラヴァーズステークスでは1番人気に推されたが7着、ブリーダーズカップクラシックは競走中止に終わり、地元のウェイン・ルーカス調教師が管理することとなったが、翌1991年にアローワンス競走（一般戦）を勝ったのみに終わり、同年9月の競走を最後に引退した。
引退後はニューヨーク州のウォルドルフ・ファームで種牡馬となり、2000年4月に放牧中の事故により安楽死処分となった。産駒はサウスウェストステークス（米G3）を優勝したホットウェルズを出した程度に終わっている。

### 競走成績
- 1989年（2歳）6戦3勝 ローレルフューチュリティ（米G2）
- 1990年（3歳）6戦2勝 ベルモントステークス（米G1）
- 1991年（4歳）3戦1勝

## 血統表
| ゴーアンドゴーの血統（ノーザンダンサー系 / Polynesian 5×5=6.25%、Hyperion 5×5=6.25%（父内）、Ribot 5×5=6.25%（母内）） | ゴーアンドゴーの血統（ノーザンダンサー系 / Polynesian 5×5=6.25%、Hyperion 5×5=6.25%（父内）、Ribot 5×5=6.25%（母内）） | ゴーアンドゴーの血統（ノーザンダンサー系 / Polynesian 5×5=6.25%、Hyperion 5×5=6.25%（父内）、Ribot 5×5=6.25%（母内）） | （血統表の出典）   | （血統表の出典） |
| 父 Be My Guest 1974 栗毛                                                                                               | 父の父Northern Dancer 1961 鹿毛                                                                                        | Nearctic | Nearco             | Nearco           |
| 父 Be My Guest 1974 栗毛                                                                                               | 父の父Northern Dancer 1961 鹿毛                                                                                        | Nearctic | Lady Angela        |                  |
| 父 Be My Guest 1974 栗毛                                                                                               | 父の父Northern Dancer 1961 鹿毛                                                                                        | Natalma | Native Dancer      | Native Dancer    |
| 父 Be My Guest 1974 栗毛                                                                                               | 父の父Northern Dancer 1961 鹿毛                                                                                        | Natalma | Almahmoud          |                  |
| 父 Be My Guest 1974 栗毛                                                                                               | 父の母What a Treat 1962 黒鹿毛                                                                                         | Tudor Minstrel | Owen Tudor         | Owen Tudor       |
| 父 Be My Guest 1974 栗毛                                                                                               | 父の母What a Treat 1962 黒鹿毛                                                                                         | Tudor Minstrel | Sansonnet          |                  |
| 父 Be My Guest 1974 栗毛                                                                                               | 父の母What a Treat 1962 黒鹿毛                                                                                         | Rare Treat | Stymie             | Stymie           |
| 父 Be My Guest 1974 栗毛                                                                                               | 父の母What a Treat 1962 黒鹿毛                                                                                         | Rare Treat | Rare Perfume       |                  |
| 母 Irish Edition 1980 鹿毛                                                                                             | 母の父Alleged 1974 鹿毛                                                                                                | Hoist the Flag | Tom Rolfe          | Tom Rolfe        |
| 母 Irish Edition 1980 鹿毛                                                                                             | 母の父Alleged 1974 鹿毛                                                                                                | Hoist the Flag | Wavy Navy          |                  |
| 母 Irish Edition 1980 鹿毛                                                                                             | 母の父Alleged 1974 鹿毛                                                                                                | Princess Pout | Prince John        | Prince John      |
| 母 Irish Edition 1980 鹿毛                                                                                             | 母の父Alleged 1974 鹿毛                                                                                                | Princess Pout | Determined Lady    |                  |
| 母 Irish Edition 1980 鹿毛                                                                                             | 母の母Grenzen 1975 栗毛                                                                                                | Gren Fall | Graustark          | Graustark        |
| 母 Irish Edition 1980 鹿毛                                                                                             | 母の母Grenzen 1975 栗毛                                                                                                | Gren Fall | Primonetta         |                  |
| 母 Irish Edition 1980 鹿毛                                                                                             | 母の母Grenzen 1975 栗毛                                                                                                | My Poly | Cyclotron          | Cyclotron        |
| 母 Irish Edition 1980 鹿毛                                                                                             | 母の母Grenzen 1975 栗毛                                                                                                | My Poly | Polywich F-No.10-a |                  |